# Pitten
Pitten là một thị xã thuộc huyện Neunkirchen trong bang Niederösterreich.

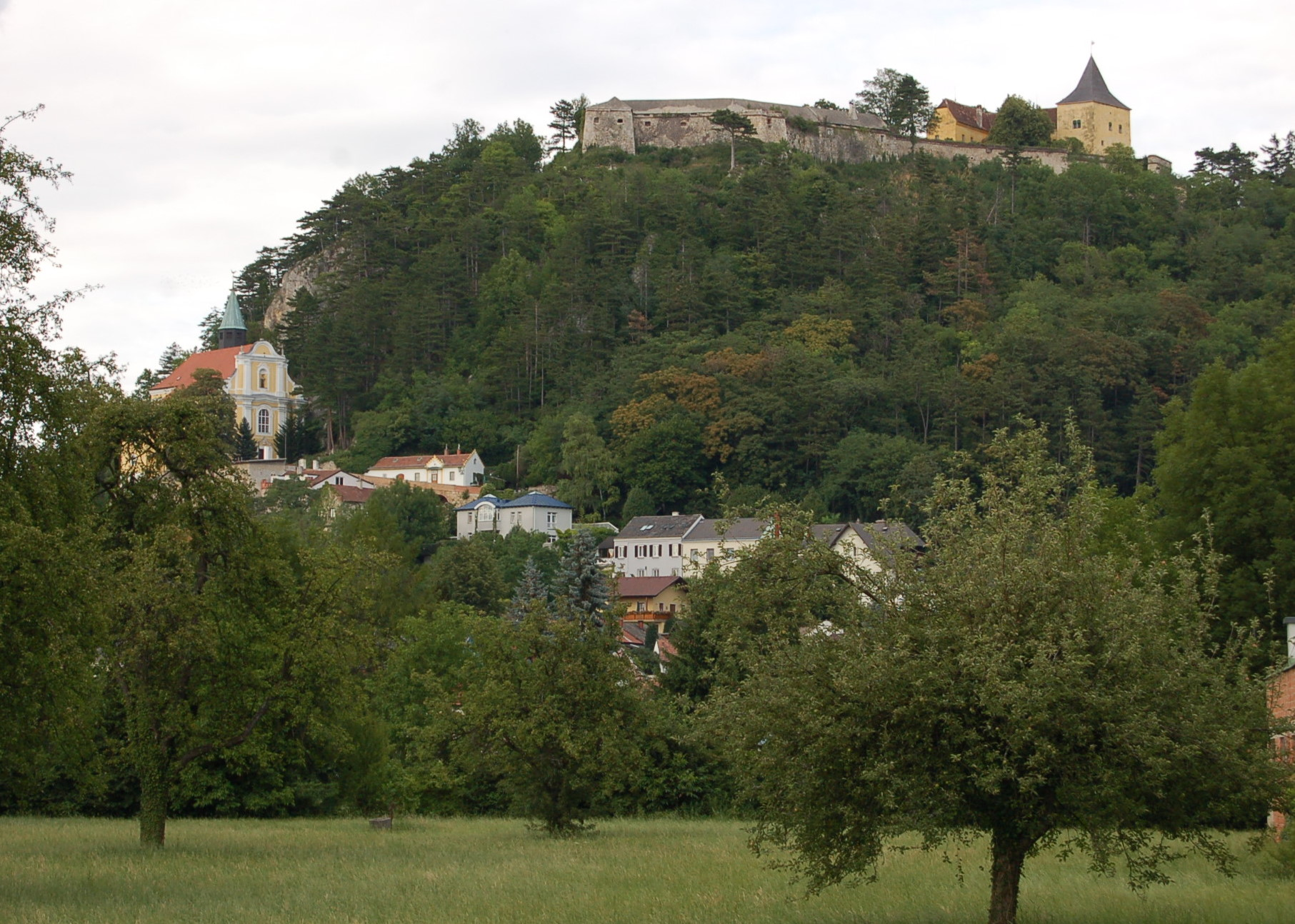
Castle and church
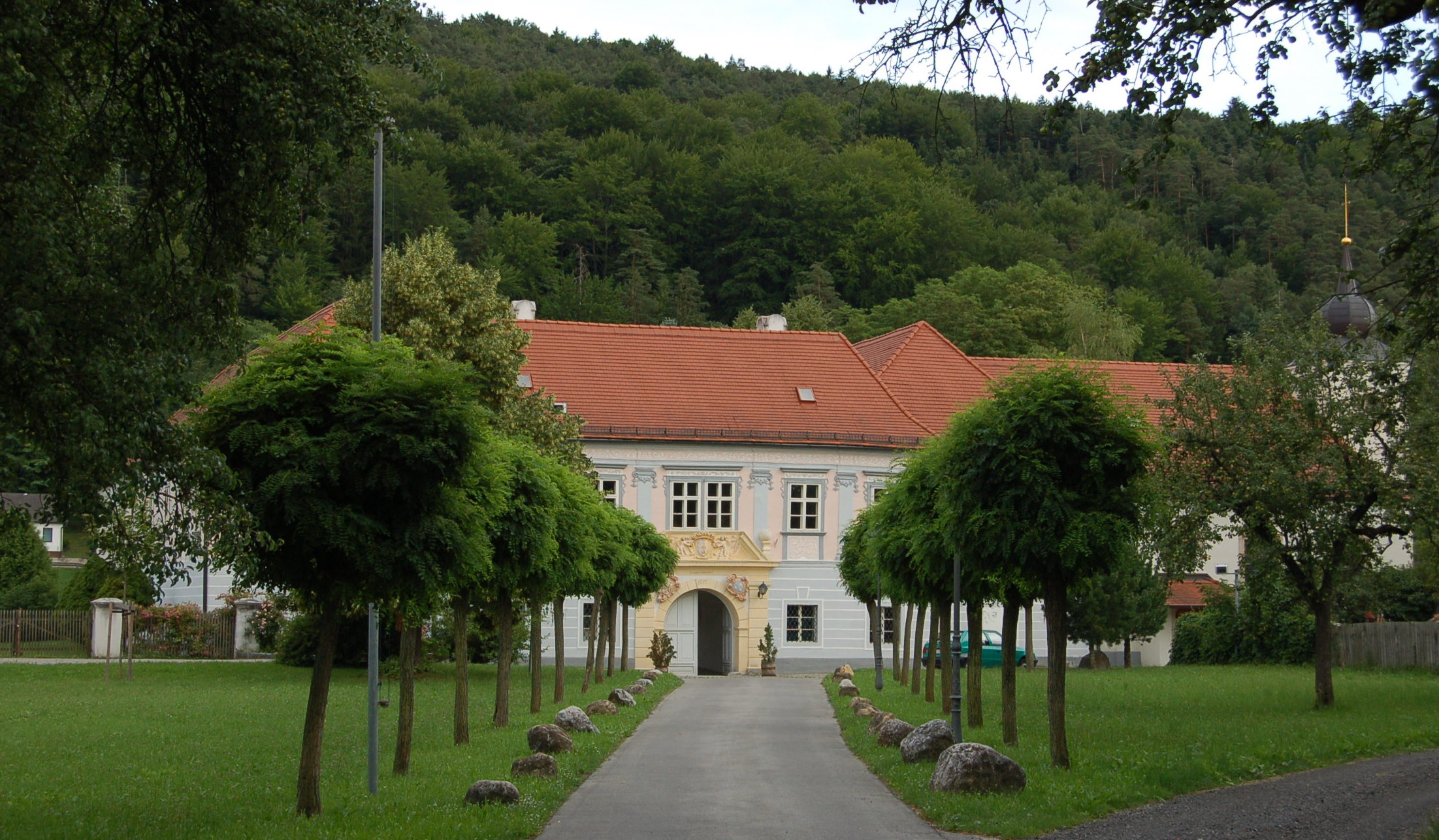
Parsonage
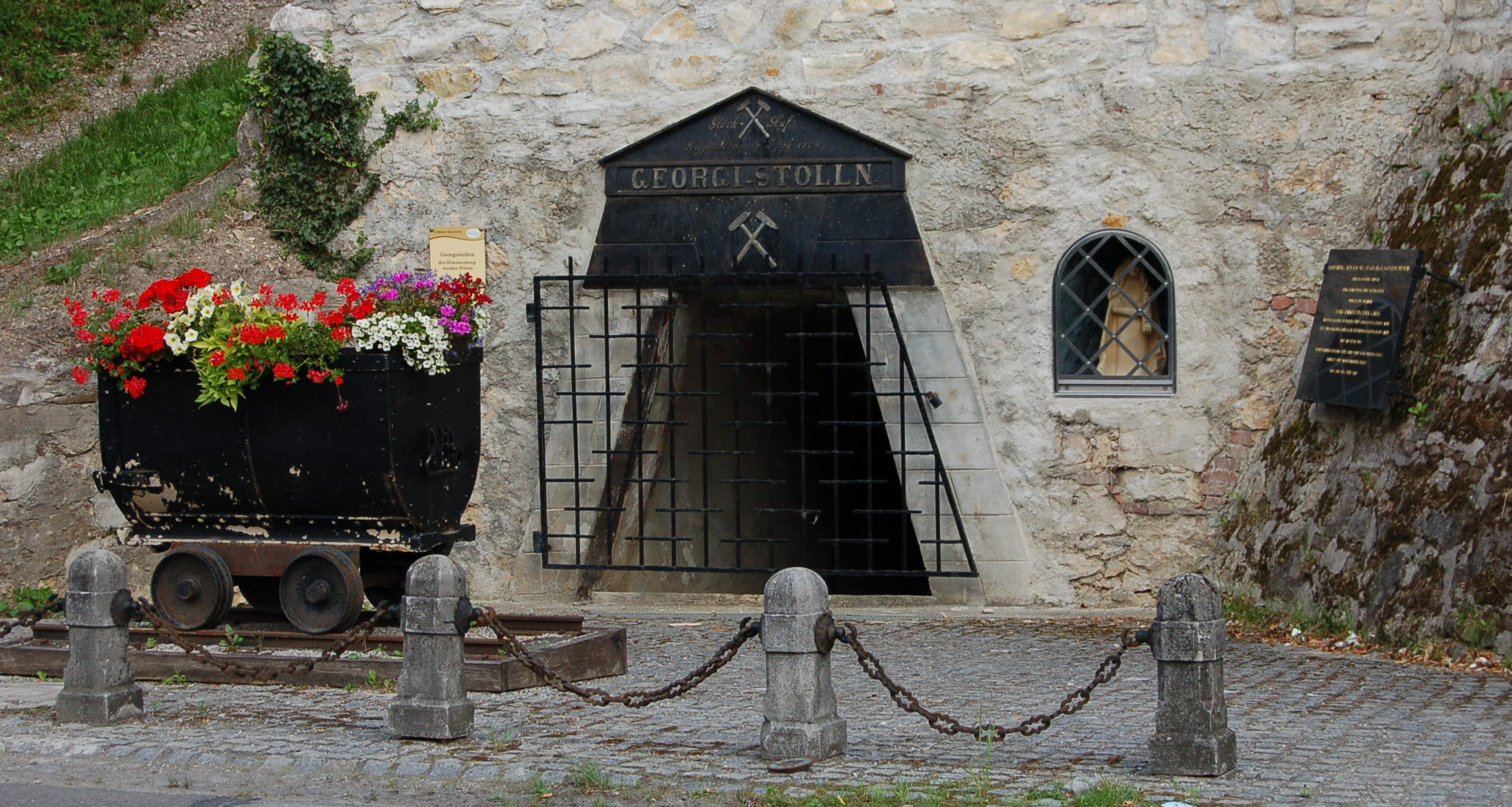
Closed down St. Georgi tunnel